# Fort Edward
Fort Edward és una vila i seu del Comtat de Washington (Nova York) dels Estats Units d'Amèrica.

## Demografia
Segons el cens dels Estats Units del 2000 Fort Edward tenia 3.141 habitants, 1.247 habitatges, i 835 famílies. La densitat de població era de 677,5 habitants/km².
Dels 1.247 habitatges en un 33,8% hi vivien nens de menys de 18 anys, en un 45,5% hi vivien parelles casades, en un 15,9% dones solteres, i en un 33% no eren unitats familiars. En el 26,9% dels habitatges hi vivien persones soles l'11,3% de les quals corresponia a persones de 65 anys o més que vivien soles. El nombre mitjà de persones vivint en cada habitatge era de 2,5 i el nombre mitjà de persones que vivien en cada família era de 2,99.
Per edats la població es repartia de la següent manera: un 26,3% tenia menys de 18 anys, un 8,6% entre 18 i 24, un 30,9% entre 25 i 44, un 21% de 45 a 60 i un 13,1% 65 anys o més.
L'edat mediana era de 35 anys. Per cada 100 dones de 18 o més anys hi havia 89,8 homes.
La renda mediana per habitatge era de 32.347 $ i la renda mediana per família de 39.550 $. Els homes tenien una renda mediana de 35.380 $ mentre que les dones 22.361 $. La renda per capita de la població era de 17.555 $. Entorn del 7,9% de les famílies i l'11,2% de la població estaven per davall del llindar de pobresa.